# All My Loving (EP)
All My Loving (englisch Meine ganze Liebe) ist eine am 7. Februar 1964 veröffentlichte EP der britischen Rockband The Beatles. Es war die vierte EP der Beatles, die auf Parlophone (Katalognummer GEP 8891) veröffentlicht wurde. Sie erschien ausschließlich in Mono.

## Hintergrund
Der Zeitpunkt der Veröffentlichung ihrer vierten britischen EP fiel mit der Ankunft der Beatles in den USA zusammen. Sie landeten am 7. Februar 1964 in New York, um dort ihre ersten Auftritte zu absolvieren. Mit I Want to Hold Your Hand, ihrer fünften britischen Single, war den Beatles nun auch der Durchbruch in den USA gelungen. In Großbritannien war im November 1963 ihr zweites Album With the Beatles erschienen, das seitdem die britischen Album-Charts anführte. Zum Zeitpunkt der Veröffentlichung der EP All My Loving belegten die drei vorher erschienenen Beatles-EPs die Plätze 2, 4 und 5 der EP-Charts. Die beste Platzierung von All My Loving war Platz 1, den sie acht Wochen lang halten konnte. Insgesamt hielt sich All My Loving 44 Wochen in den EP-Charts, davon 27 Wochen in den Top 5. In den Singles-Charts kam die EP bis auf Platz 12 im Melody Maker und bis auf Platz 13 im New Musical Express (NME).

## Covergestaltung
Das Foto des Covers stammt von Robert Freeman. Es ist das Foto, das bereits für das Cover des Albums With the Beatles verwendet worden war, allerdings etwas heller im Druck. Auf der Rückseite des Covers ist ein Begleittext von Tony Barrow, dem Pressereferenten der Beatles, abgedruckt.

## Titelliste

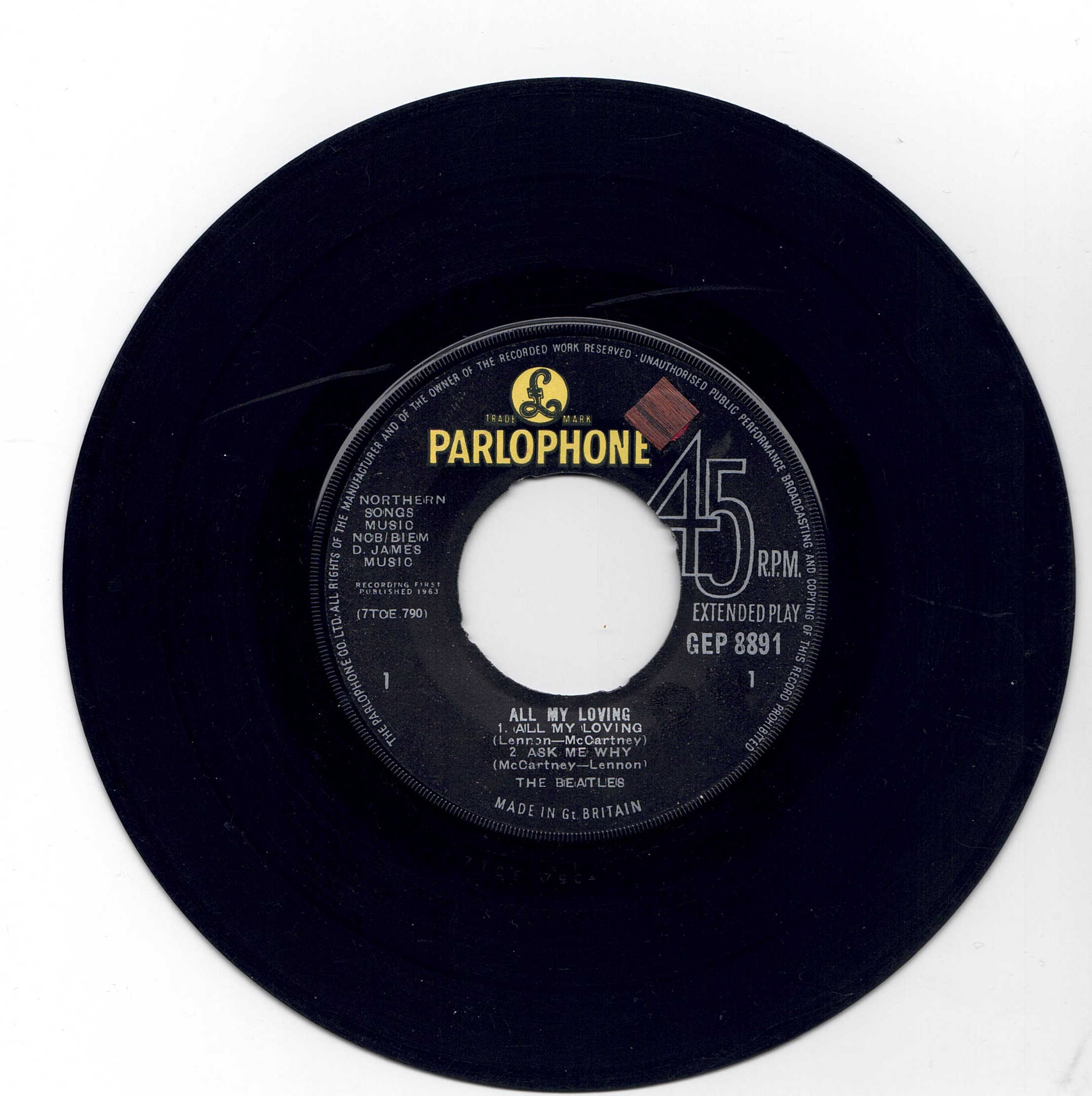
EP A-Seite
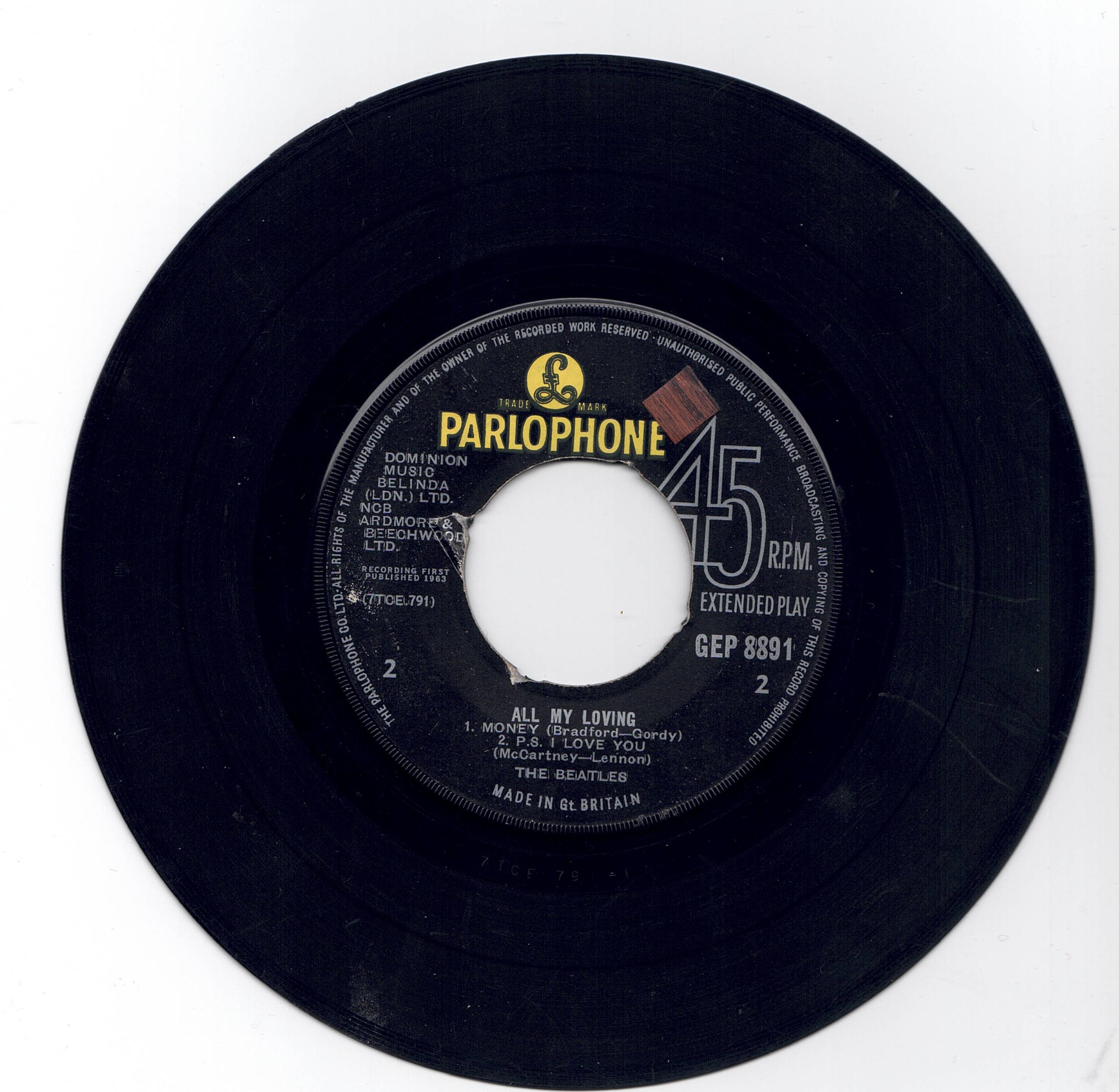
EP B-Seite

Bei der Zusammenstellung dieser EP griff die Plattenfirma auf zwei Lieder des damals aktuellen Albums With the Beatles sowie auf die B-Seiten der beiden ersten Beatles-Singles zurück. Drei Stücke waren Kompositionen von John Lennon und Paul McCartney, ein Lied auf der zweiten Seite war eine Coverversion. Beide B-Seiten waren auch schon auf dem Album Please Please Me enthalten. Damit wurden insgesamt zwölf der vierzehn Lieder dieses Albums für die ersten vier EPs der Beatles verwendet. 
Seite 1
1. All My Loving (Lennon/McCartney) – 2:10
  - Erstmals veröffentlicht als Track 3 von Seite 1 des Albums With the Beatles, gesungen von Paul McCartney.
2. Ask Me Why (McCartney/Lennon) a – 2:28
  - Erstmals veröffentlicht am 11. Januar 1963 als B-Seite der zweiten Single Please Please me, später auch als Track 6 von Seite 1 des Albums Please Please Me erschienen. Gesungen wurde es von John Lennon.

Seite 2
1. Money (That’s What I Want) (Janie Bradford/Berry Gordy) – 2:52
  - Erstmals veröffentlicht als Track 7 von Seite 2 des Albums With the Beatles, gesungen von John Lennon.
2. P.S. I Love You (McCartney/Lennon) – 2:02
  - Erstmals veröffentlicht am 5. Oktober 1962 B-Seite der Single Love Me Do, später auch als Track 2 von Seite 2 des Albums Please Please Me erschienen, gesungen von Paul McCartney. Bei dieser Aufnahme ist ein weiteres Mal der Studiomusiker Andy White am Schlagzeug zu hören, während Ringo Starr die Maracas spielte.

- EP A-Seite
- EP B-Seite

## Wiederveröffentlichungen
Die EP All My Loving wurde bis in die 1970er Jahre gepresst. Im Dezember 1981 erschien die EP als Teil des Boxsets The Beatles E.P.s Collection, das alle britischen EPs enthielt. Am 26. Mai 1992 erschien dieses Set mit dem leicht geänderten Titel The Beatles Compact Disc EP. Collection als CD-Ausgabe.